# Parçay-Meslay
Parçay-Meslay és un municipi francès, situat al departament de l'Indre i Loira i a la regió de Centre – Vall del Loira. L'any 2007 tenia 2.340 habitants.

## Demografia

### Població
El 2007 la població de fet de Parçay-Meslay era de 2.340 persones. Hi havia 893 famílies, de les quals 159 eren unipersonals (53 homes vivint sols i 106 dones vivint soles), 306 parelles sense fills, 355 parelles amb fills i 73 famílies monoparentals amb fills.
La població ha evolucionat segons el següent gràfic:
Habitants censats

### Habitatges
El 2007 hi havia 938 habitatges, 904 eren l'habitatge principal de la família, 4 eren segones residències i 30 estaven desocupats. 840 eren cases i 97 eren apartaments. Dels 904 habitatges principals, 690 estaven ocupats pels seus propietaris, 204 estaven llogats i ocupats pels llogaters i 10 estaven cedits a títol gratuït; 7 tenien una cambra, 40 en tenien dues, 122 en tenien tres, 266 en tenien quatre i 468 en tenien cinc o més. 736 habitatges disposaven pel capbaix d'una plaça de pàrquing. A 334 habitatges hi havia un automòbil i a 513 n'hi havia dos o més.

### Piràmide de població
La piràmide de població per edats i sexe el 2009 era:
| Homes | Edats   | Dones |
| ----- | ------- | ----- |
| 0     | 95 o +  | 0     |
| 0     | 90 a 94 | 4     |
| 16    | 85 a 89 | 16    |
| 8     | 80 a 84 | 20    |
| 24    | 75 a 79 | 8     |
| 32    | 70 a 74 | 28    |
| 40    | 65 a 69 | 48    |
| 44    | 60 a 64 | 44    |
| 32    | 55 a 59 | 64    |
| 96    | 50 a 54 | 56    |
| 104   | 45 a 49 | 124   |
| 64    | 40 a 44 | 104   |
| 120   | 35 a 39 | 92    |
| 68    | 30 a 34 | 88    |
| 56    | 25 a 29 | 40    |
| 84    | 20 a 24 | 72    |
| 72    | 15 a 19 | 76    |
| 92    | 10 a 14 | 48    |
| 76    | 5 a 9   | 92    |
| 40    | 0 a 4   | 96    |

## Economia
El 2007 la població en edat de treballar era de 1.559 persones, 1.160 eren actives i 399 eren inactives. De les 1.160 persones actives 1.078 estaven ocupades (561 homes i 517 dones) i 82 estaven aturades (34 homes i 48 dones). De les 399 persones inactives 179 estaven jubilades, 153 estaven estudiant i 67 estaven classificades com a «altres inactius».

### Ingressos
El 2009 a Parçay-Meslay hi havia 915 unitats fiscals que integraven 2.448,5 persones, la mediana anual d'ingressos fiscals per persona era de 20.081 €.

### Activitats econòmiques
Dels 199 establiments que hi havia el 2007, 5 eren d'empreses extractives, 2 d'empreses alimentàries, 3 d'empreses de fabricació de material elèctric, 1 d'una empresa de fabricació d'elements pel transport, 8 d'empreses de fabricació d'altres productes industrials, 31 d'empreses de construcció, 64 d'empreses de comerç i reparació d'automòbils, 20 d'empreses de transport, 12 d'empreses d'hostatgeria i restauració, 1 d'una empresa d'informació i comunicació, 3 d'empreses financeres, 5 d'empreses immobiliàries, 26 d'empreses de serveis, 10 d'entitats de l'administració pública i 8 d'empreses classificades com a «altres activitats de serveis».
Dels 46 establiments de servei als particulars que hi havia el 2009, 1 era una oficina de correu, 11 tallers de reparació d'automòbils i de material agrícola, 2 autoescoles, 2 paletes, 2 guixaires pintors, 3 fusteries, 6 lampisteries, 5 electricistes, 3 empreses de construcció, 4 perruqueries, 6 restaurants i 1 agència immobiliària.
Dels 10 establiments comercials que hi havia el 2009, 1 era un supermercat, 2 botiges de menys de 120 m², 1 una botiga de menys de 120 m², 1 una fleca, 2 botigues de mobles, 1 una botiga de mobles, 1 una botiga de material esportiu i 1 una botiga de material de revestiment de parets i terra.
L'any 2000 a Parçay-Meslay hi havia 19 explotacions agrícoles que ocupaven un total de 994 hectàrees.

## Equipaments sanitaris i escolars
L'únic equipament sanitari que hi havia el 2009 era una farmàcia.
El 2009 hi havia 1 escola maternal i 1 escola elemental.

## Poblacions més properes
El següent diagrama mostra les poblacions més properes.